# District de Linyuan
Le district de Linyuan (chinois traditionnel : 林園區; ; pinyin : Línyuán Qū ; Wade : Lin-yüan Chü) est l'un des douze districts de Kaohsiung.

## Histoire
Pendant la dynastie Qing, Xiaozhu Li renommé Xiaozhu Upper Li et Xiaozhu Lower Li. Après la rétrocession de Taïwan du Japon à la république de Chine en 1945, Linyuan a été organisée en canton rural du comté de Kaohsiung. Le 25 décembre 2010, le comté de Kaohsiung a été fusionné avec la ville de Kaohsiung et Linyuan a été reclassé en quartier de la ville.

## Éducation
- Lycée de Linyuan municipal de Kaohsiung

## Attractions touristiques
- Site archéologique de Fengbito

## Transports
- Aéroport international de Kaohsiung
- Le district est desservi par la ligne rouge du Métro de Kaohsiung. Les stations de Linyuan sont Jhongkengmen Station, Gangzihpu Station, Linyuan Station et Linyuan Industrial Park Station.